# الحائر
الحائر (به عربی: الحائر) یک منطقهٔ مسکونی در عربستان سعودی است که در استان ریاض واقع شده‌است.

## خصوصیات
الحائر ۱۳٬۴۷۳ نفر جمعیت دارد.